# فرودگاه پاتین
 فرودگاه پاتین (به انگلیسی: Pathein Airport) یک فرودگاه با کد یاتا BSX است که یک باند فرود بتن دارد و طول باند آن ۱۳۴۱ متر است. این فرودگاه در کشور برمه قرار دارد و در ارتفاع ۶ متری از سطح دریا واقع شده است.